# Furacão Olaf (2021)
O furacão Olaf foi um ciclone tropical de categoria 2 que atingiu a Península da Califórnia no México. Foi a décima-quinta depressão, décima-quinta tempestade nomeada e o sexto furacão da Temporada de furacões no Pacífico de 2021.
O ciclone se formou a partir de uma área de baixa pressão que se desenvolveu na costa sudoeste do México em 5 de setembro. A perturbação desenvolveu-se em ambiente favorável, adquirindo mais convecção e circulação superficial. Determinou-se que a área evoluiu para a Depressão Tropical 15-E em 8 de setembro. A depressão se intensificou em uma tempestade tropical e foi chamada de Olaf às 15:00 UTC daquele dia. Olaf rapidamente se fortaleceu ao se mover para o norte-noroeste e foi atualizado para um furacão 24 horas após ser nomeado. O furacão Olaf continuou a se intensificar e atingiu o pico de intensidade enquanto seu centro estava próximo à costa sudoeste da Baja California Sur, com ventos máximos sustentados de 100 mph (155 km/h) e uma pressão barométrica mínima de 974 milibares (28,76 inHg). Logo após atingir o pico de intensidade, o furacão atingiu a costa perto de San José del Cabo. A interação com o terreno montanhoso da Península de Baja California fez com que Olaf enfraquecesse rapidamente. Foi rebaixado para tempestade tropical às 15:00 UTC do dia 10 de setembro. O sistema ficou sem convecção naquele dia e degenerou para uma baixa remanescente às 9:00 UTC de 11 de setembro.
A perturbação precursora de Olaf causou inundações nos estados de Jalisco e Colima, no sudoeste do México. A tempestade provocou o fechamento de escolas, portos e locais de vacinação COVID-19 na Baja California Sur, conforme se aproximava da península. Fortes chuvas, inundações, deslizamentos de terra e pequenos danos a linhas de energia e hotéis foram relatados desde o desembarque de Olaf.

## História da tormenta
Em 3 de setembro às 00:00 UTC, o Centro Nacional de Furacões (NHC) observou o potencial de desenvolvimento de uma área de baixa pressão na costa sudoeste do México. A área acabou se desenvolvendo conforme previsto por volta das 18:00 UTC de 5 de setembro. Ao longo dos dias seguintes, as condições tornaram-se progressivamente mais condutivas à medida que a perturbação melhor se organizava, produzindo uma grande área de tempestades gradualmente organizadas enquanto progressivamente se tornava mais bem definida. O distúrbio então se moveu de norte a noroeste e adquiriu uma circulação de baixo nível, o que levou à sua designação como uma depressão tropical às 00:00 UTC de 8 de setembro. A convecção do núcleo interno da depressão foi desgrenhada após a formação, mas o ciclone se organizou e tornou-se mais bem definido ao longo do dia. Às 15:00 UTC do mesmo dia, o ciclone foi atualizado para tempestade tropical e recebeu o nome de Olaf. Movendo-se para noroeste em um ritmo lento, Olaf desenvolveu características de bandas e boa vazão dentro de condições ambientais muito favoráveis para intensificação, apresentando temperaturas quentes da superfície do mar (TSMs) e baixas quantidades de cisalhamento do vento vertical. Em 9 de setembro, a tempestade desenvolveu um olho bem definido e se tornou um furacão de categoria 1 por volta das 15:00 UTC.
Olaf se intensificou em um ritmo ainda mais rápido ao se aproximar da costa sudoeste da Península de Baja California, desenvolvendo uma parede do olho simétrica enquanto seus ventos aumentavam em 35 km/h em apenas seis horas. Às 03:00 UTC de 10 de setembro, Olaf foi atualizado para um furacão de categoria 2; atingiu o pico de intensidade neste momento com ventos máximos sustentados de 155 km/h e uma pressão barométrica mínima de 974 hectopascais (28,76 inHg). Vinte minutos depois, a tempestade atingiu o continente muito perto de San José del Cabo. O centro de Olaf cruzou brevemente a península antes de ressurgir sobre a água, enfraquecendo de volta à categoria 1 no processo. Pouco depois de emergir de volta sobre a água, a organização de Olaf entrou em colapso, incluindo seu olho e parede do olho, e foi rebaixada para uma tempestade tropical às 15:00 UTC em 10 de setembro. Gradualmente afastando-se da terra para o oeste, Olaf continuou a enfraquecer rapidamente, com seu centro de baixo nível ficando exposto e desprovido de qualquer convecção profunda por volta das 21:00 UTC. Às 9:00 UTC de 11 de setembro, Olaf estava desprovido de qualquer convecção profunda organizada por 18 horas e, portanto, foi rebaixado para uma baixa-pressão comum ao voltar para o sudoeste.

Depressão tropical Fifteen-E logo após a formação, em 8 de setembro

## Estragos
A Comissão Federal de Eletricidade (CFE) do México informou que mais de 191.000 pessoas perderam eletricidade no auge da tempestade. Chuva forte, ventos fortes e ondas altas atingiram a costa sudoeste da Península de Baja California quando Olaf chegou e mais tarde atingiram o continente. Hotéis sofreram danos menores e alguns motoristas ficaram presos em seus veículos. Árvores caídas e linhas de energia também foram relatadas. Trinta e sete voos de companhias aéreas foram cancelados. Olaf causou chuvas torrenciais e deslizamentos de terra em Ciudad Constitución após atingir o continente.